# Pietro Bartolo
Pietro Bartolo (Lampedusa e Linosa, 10 febbraio 1956) è un medico e politico italiano, europarlamentare dal 2019 al 2024.
È noto soprattutto per essere stato, dal 1992 al 2019, il responsabile sanitario delle prime visite ai migranti che sbarcano a Lampedusa.

## Biografia
Medico chirurgo, laureato all'Università di Catania, è specializzato in ginecologia. Sposato e padre di tre figli, viene nominato nel 1988 responsabile del gabinetto medico dell'Aeronautica militare a Lampedusa. Nel 1991 è ufficiale sanitario delle isole Pelagie. Nel 1993 diviene responsabile del presidio sanitario e del poliambulatorio di Lampedusa, dipendenti dall’ASP di Palermo, occupandosi anche delle prime visite a tutti i migranti che sbarcano a Lampedusa e di coloro che soggiornano nel centro di accoglienza.
Nel marzo 2011 è stato nominato coordinatore di tutte le attività sanitarie nelle Isole Pelagie dall'allora assessore alla Salute della Regione Siciliana Massimo Russo.
Sostenitore dell'accoglienza di immigrati e richiedenti asilo e della necessità di corridoi umanitari contro la tratta degli esseri umani, ha preso parte come ospite a diverse trasmissioni televisive italiane. Nonostante qualche settimana prima fosse stato colpito da un'ischemia cerebrale, è stato in prima fila nei soccorsi ai sopravvissuti del Naufragio di Lampedusa del 3 ottobre 2013 di un peschereccio carico di oltre 500 migranti, in cui persero la vita 368 persone.
Prende parte nel 2015 al film documentario Fuocoammare di Gianfranco Rosi, che nel febbraio 2016 ha vinto l'Orso d'oro al 66º festival di Berlino e ha ottenuto una candidatura nella categoria miglior documentario agli Oscar 2017.
Nel luglio 2019, essendosi posto in aspettativa per il mandato di europarlamentare, viene sostituito alla guida del poliambulatorio di Lampedusa dall'ex deputato Francesco Cascio.
Dal suo libro Lacrime di sale è liberamente tratto il film Nour (regia di Maurizio Zaccaro), per il quale ha contribuito all’ideazione del soggetto. Il film, in cui a vestire i panni del medico di Lampedusa è l’attore Sergio Castellitto, è stato presentato alla 37ª edizione del Torino Film Festival del 2019.
È stato uno dei nove intervistati nel documentario Vaccini. 9 lezioni di scienza di Elisabetta Sgarbi sull’importanza dei vaccini, presentato anch’esso alla 37ª edizione del Torino Film Festival.
Nel luglio 2020 realizza in collaborazione con ActionAid Italia la prima puntata del podcast “Oltre il mare”, dal titolo “Il viaggio di Anila”.

### Attività politica
Consigliere comunale a Lampedusa e Linosa dal 1988 fino al 2007, è stato vice sindaco e assessore alla sanità del comune delle Pelagie dal 1988 al 1993. Alle politiche del 2018 Liberi e Uguali annuncia la sua candidatura al Senato, ma alla fine Bartolo vi rinuncia. Aderisce nel febbraio 2019 a Democrazia Solidale.
In occasione delle elezioni europee del 2019, si candida nella lista unitaria di centro-sinistra Partito Democratico - Siamo Europei per le circoscrizioni Italia insulare e Italia centrale, venendo eletto in entrambe le circoscrizioni e raggiungendo rispettivamente il primo posto (con 135.098 voti, cui si aggiungono 808 voti dall’estero) ed il secondo posto (con 139.158 voti, cui si aggiungono 895 voti dall’estero).
Ha optato per la circoscrizione insulare e si è insediato all'Europarlamento il 2 luglio 2019. Aderisce al Gruppo dell'Alleanza Progressista dei Socialisti e dei Democratici (S&D). È vicepresidente della Commissione per le libertà civili, la giustizia e gli affari interni del Parlamento europeo (LIBE), membro titolare della Commissione per la pesca (PECH)/della Commissione per i bilanci (BUDG)/della Delegazione per le relazioni con i paesi del Mashreq (DMAS), membro sostituto della Delegazione per le relazioni con l'Iraq (D-IQ) e della Delegazione all'Assemblea paritetica ACP-UE (DACP).
Il 22 novembre al Parlamento Europeo si oppone al riconoscimento, approvato a larga maggioranza, della Federazione Russa come stato che sostiene il terrorismo a seguito delle sue azioni nel corso della invasione russa dell'Ucraina, ritenendo che la scelta avrebbe impedito una soluzione diplomatica del conflitto.
Nel marzo del 2023, Bartolo si iscrive al Partito Democratico. Nel maggio del 2024, in occasione delle elezioni europee, viene candidato nella lista del partito per la circoscrizione insulare. Non verrà rieletto piazzandosi terzo con oltre 44.000 preferenze.

## Opere
- Pietro Bartolo e Lidia Tilotta, Lacrime di sale. La mia storia quotidiana di medico di Lampedusa fra dolore e speranza, Milano, Mondadori, 2016, ISBN 978-88-04-66973-9.
- Pietro Bartolo, Le stelle di Lampedusa. La storia di Anila e di altri bambini che cercano il loro futuro fra noi, Milano, Mondadori, 2018, ISBN 978-88-04-70527-7.

## Premi e riconoscimenti
Nell'ottobre 2015 gli è stato assegnato a Cracovia il premio "Sérgio Vieira de Mello" per essersi distinto tra "coloro che si adoperano per la coesistenza e cooperazione pacifica tra società, religioni e culture".
Il 24 settembre 2016, in occasione del Festival della Letteratura di Viaggio, tenutosi a Roma presso Villa Celimontana, è stato insignito del Premio Società Geografica Italiana “La Navicella D'Oro”.
Il 30 settembre 2017 riceve, insieme a Lidia Tilotta, il Premio letterario Vitaliano Brancati (sezione saggistica) nell'ambito della manifestazione svoltasi a Zafferana Etnea, per il libro Lacrime di sale.
Il 6 ottobre 2023 gli viene conferita la cittadinanza onoraria dal comune di Marsala "per la tempra morale e l’impegno profuso negli anni nell’accoglienza dei migranti giunti a Lampedusa e per aver sostenuto la necessità di creare corridoi umanitari per porre fine alle morti nel mar Mediterraneo".